# Norops guafe
Norops guafe este o specie de șopârle din genul Norops, familia Polychrotidae, descrisă de Arturo Estrada și Garrido 1991. A fost clasificată de IUCN ca specie în pericol. Conform Catalogue of Life specia Norops guafe nu are subspecii cunoscute.